# Rojava
Rojava sau Kurdistanul de Vest (în kurdă: Rojavayê Kurdistanê, unde rojava înseamnă „vest” în limba kurdă) este o regiune autonomă în nordul și nord-estul Siriei. Regiunea și-a câștigat autonomia în noiembrie 2013 ca parte a Campaniei Rojava, când s-au pus bazele unei societăți bazate pe principiile democrației directe, egalității de șanse între bărbați și femei și sustenabilității. Rojava este alcătuită din trei cantoane; de la est la vest: Jazira, Kobanî și Afrin. Autonomia Rojavei nu este recunoscută oficial de guvernul sirian, iar regiunea se află în război cu Statul Islamic.
Kurzii consideră în general Rojava ca pe una din cele patru părți ale marelui Kurdistan, care ar mai include regiuni din sud-estul Turciei (Kurdistanul de Nord), nordul Irakului (Kurdistanul de Sud) și vestul Iranului (Kurdistanul de Est). Totuși, guvernul și societatea Rojavei sunt multietnice.

## Nume
Rojava (în kurdă: Rojavayê Kurdistanê, unde rojava înseamnă „vest”) mai este cunoscută drept Kurdistanul de Vest sau Kurdistanul Sirian.

## Geografie
Rojava se întinde la vest de Râul Tigru, de-a lungul graniței dintre Siria și Turcia. Regiunea este împărțită în trei cantoane: la est cantoanele Jazira și Kobanî, iar la vest cantonul Afrin, care este separat de celelalte două de teritorii locuite majoritar de arabi. Cantonul Jazira se învecinează la sud-est cu Kurdistanul Irakian. Celelalte granițe ale Rojavei sunt disputate în Războiul Civil Sirian. Toate cantoanele sunt situate aproximativ la latitudinea 36 de grade și jumătate nord. Relieful este relativ plat, cu excepția Munților Kurd, în cantonul Afrin.

## Istorie
Munții Kurd erau deja locuiți de o populație kurdă încă de pe vremea Cruciadelor, la sfârșitul secolului al XI-lea.

### În perioada otomană

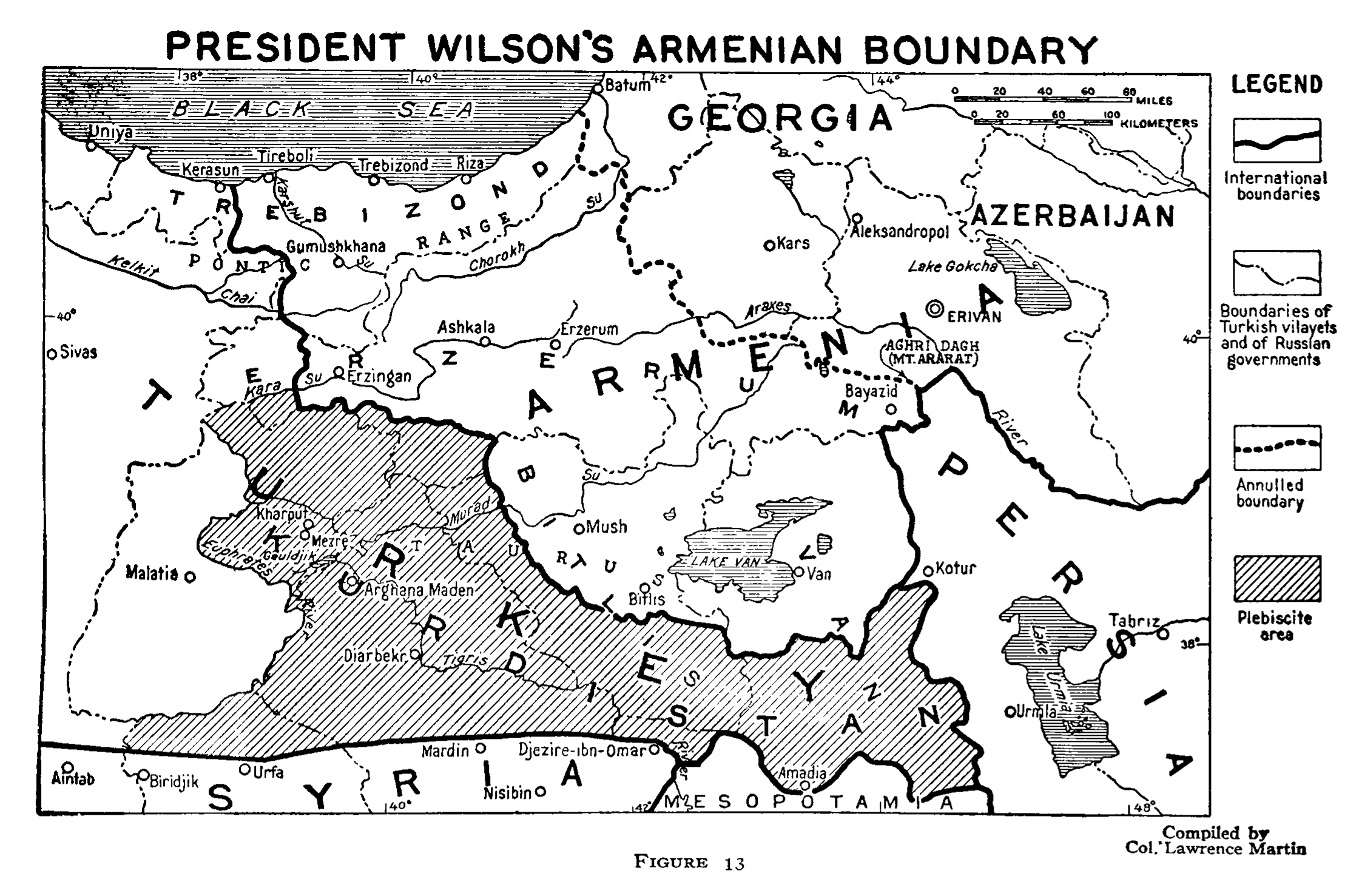
Kurdistanul, conform Tratatului de la Sèvres, nu cuprindea și teritorii siriene

În perioada otomană (1299–1922), largi grupuri tribale vorbitoare de kurmanji s-au stabilit sau au fost deportate din Anatolia în zone din nordul Siriei. Cel mai numeros din aceste grupuri tribale a fost confederația Reshwan, originar inițial din regiunea Adıyaman, dar apoi răspândit în toată Anatolia. Confederația Milli, pomenită în diverse surse otomane încă din 1518, a fost cel mai puternic grup tribal și a dominat stepa din nordul Siriei în a doua jumătate a secolului al XVIII-lea. Influența acestui grup a continuat să crească și, în final, liderul Timur a fost numit conducătorul otoman al Raqqăi (1800-1803). Membrii dinastiei kurde a Janbulazilor au stăpânit pe rând regiunea Alep din funcția de guvernator otoman, între 1591 și 1607, și au fost aliați cu Casa de Medici din Toscana.
Scriitorul danez Carsten Niebuhr, care a călătorit la Jazira în 1764, a consemnat cinci triburi nomade kurde (Dukuri, Kiki, Scechani, Mulli și Așeti) și un trib arab. Conform lui Niebuhr, acele triburi erau instalate lângă Mardin, în Turcia, și plăteau o taxă guvernatorului orașului pentru că li se permitea să-și pască turmele în Jazira siriană. Aceste triburi kurde au înființat treptat sate și orașe și sunt încă prezente în Jazira (actualmente guvernoratul Al-Hasaka).
Până în secolul al IX-lea, Kurdistanul nu includea teritorii din Jazira siriană. De asemenea, Kurdistanul propus de Tratatul de la Sèvres nu includea niciun teritoriu din ceea ce aveau să devină ulterior Siria și Irak.
Demografia regiunii a suferit o mare schimbare la începutul secolului al XX-lea. Unele triburi kurde au cooperat cu autoritățile otomane în masacrele comise împotriva armenilor și creștinilor asirieni din Mesopotamia Superioară și au fost răsplătite cu teritorii anterior ocupate de aceștia. Kurzii au fost principalii responsabili pentru atrocitățile comise împotriva asirienilor, iar expansiunea lor s-a produs în dauna acestora.
Triburile kurde au atacat și golit satele asiriene și armene din Districtul Albaq, situat la nord de Munții Hakkari, ucigând un mare număr de săteni. Mulți asirieni au fugit în Siria ca urmare a genocidului comis de turcii otomani și de kurzi împotriva armenilor și s-au stabilit în special în zona Jazira.
Populația asiriană din Nusaybin a trecut granița în Siria și s-a stabilit în Qamishli. Nusaybin a devenit un oraș kurd, iar Qamishli un oraș predominant asirian.

### În timpul mandatului francez
Lucrurile s-au schimbat ulterior, nordul Siriei fiind martorul imigrației kurde începând din 1926, ca urmare a eșecului rebeliunii lui Saeed Ali Naqshbandi împotriva autorității turcești. În timp ce mulți dintre kurzii din Siria erau așezați acolo de secole, valuri noi de kurzi au părăsit Turcia și s-au stabilit pe pământ sirian, unde le era acordată cetățenie de către autoritățile mandatare franceze. Acest mare influx de kurzi s-a mutat în provincia siriană Jazira. Se estimează că 25.000 de kurzi au fugit în Siria în acea perioadă.
Asirienii au început să părăsească Siria după masacrul de la Amuda, din 9 august 1937. Acest masacru, înfăptuit de kurzii lui Saeed Agha al-Dakuuri, a golit orașul de populația sa asiriană. În 1941, comunitatea asiriană din al-Malikiyah a fost victima unui atac sângeros. Deși atacul a eșuat, asirienii au fost înspăimântați și au părăsit localitatea în număr mare, iar imigrarea kurzilor din Turcia în zonă a transformat al-Malikiya, al-Darbasiya și Amuda în orașe complet kurde.

### În perioada guvernării siriene anterioare autonomiei
Rojava sub mandat sirian a beneficiat de puține investiții sau planuri de dezvoltare din partea guvernului central de la Damasc. Legile îi discriminau pe kurzi în privința deținerii de proprietăți, iar mulți erau lipsiți de cetățenie. Proprietățile erau în mod obișnuit confiscate de rechinii imobiliari guvernamentali. Nu existau licee cu predare în limba kurdă, iar folosirea acesteia în învățământul gimnazial era interzisă. Spitalelor le lipsea instrumentarul pentru tratamente complexe, iar pacienții trebuiau transportați în afara Rojavei.

#### Politica de arabizare a guvernelor siriene
Conform Înaltului Comisariat al Națiunilor Unite pentru Drepturile Omului și Human Rights Watch, guvernele siriene succesive au continuat să adopte o politică de discriminare etnică și națională împotriva kurzilor, lipsindu-i complet de drepturile lor naționale, democratice și umanitare. Guvernele siriene au impus programe bazate pe etnie, reguli și măsuri de excludere în variate domenii ale vieții populației kurde, politic, economic, social și cultural, printre care:
- 1958: Partidul Baas a integrat Siria și Egipt în Republica Arabă Unită (RAU). Printre urmările acestei măsuri, înregistrările cu muzică kurdă au fost distruse în cafenele, iar publicarea sau chiar deținerea de cărți scrise în limba kurdă erau considerate infracțiuni care se pedepseau cu închisoarea. De asemenea, profesori egipteni au fost trimiși în regiunile kurde pentru a preda în limba arabă.[42][43]
- Între 1946 și 1957, kurzii din Siria nu au dispus de niciun fel de organizare politică. Partidul Democratic al Kurdistanului Sirian a fost fondat în 1957. În 1960, liderii acestuia au fost arestați și torturați. În final, peste 5000 de persoane asociate cu partidul au fost arestate.[44][43]
- 1960: Locuitorii din orașul cu populație kurdă Amuda au acuzat autoritățile că au incendiat un cinematograf, cauzând moartea a 283 de copii kurzi. Se pare că făptașii au fost motivați de sentimente anti-kurde.[45][43]
- Limba kurdă a rămas interzisă, iar școlile publice au devenit pentru kurzi un loc de arabizare forțată. Conform lucrării „Syria's Kurds: History, Politics and Society” (Kurzii din Siria: Istorie, Politică și Societate) a Dr. Jordi Tejel, „odată cu creșterea numărului de copii din regiunile kurde care știau să citească, un sistem minuțios de supraveghere a fost stabilit acolo, după exemplul celui din Turcia, folosindu-se „spioni” pentru a-i împiedica pe copii să vorbească între ei în kurdă. Copiii descoperiți în flagrant „delict” puteau fi pedepsiți fizic.”[46][43]
- În 1962, autoritățile siriene din Al-Hasaka au privat la întâmplare zeci de mii de familii kurde (peste 120.000 de kurzi[47]) de cetățenia siriană. Un recensământ a avut loc exclusiv în provincia Al-Hasaka într-o perioadă de doar 24 de ore, iar ca rezultat zeci de mii de sirieni de origine kurdă s-au văzut privați de cetățenia lor. Recensământul le-a interzis celor afectați să-și mai exercite drepturile naturale bazate pe cetățenie – civile, sociale, politice, culturale și economice – le-a interzis accesul al muncă, la angajare, la educație, liberă circulație, precum și dreptul de a dispune de o proprietate sau de a folosi un teren agricol pentru asigurarea traiului de zi cu zi.[40][41]
- În 1967, toate referințele la kurzii din Siria au fost înlăturate din manualele de geografie, iar mulți cetățeni de etnie kurdă au devenit subiect de presiune din partea conducerii Registrului de Evidența Populației ca să nu își boteze copiii cu nume kurde.[40][41]
- În anii 1960, autoritățile siriene plănuiau să schimbe numele kurde ale satelor din guvernoratul Al-Hasaka, situat în nord-estul Siriei, și din zona kurdă de lângă Munții Kurd, lângă Afrin, în guvernoratul Alep din nord-vestul Siriei, și au început să implementeze această politică în anii 1970. În Afrin, numele tuturor satelor kurde au fost schimbate în arabă. Printre ele: Kobaniya (arabizat Ain al-Arab), Girdeem (arabizat Sa`diyya), Chilara (arabizat Jowadiyya), Derunakoling (arabizat Deir Ayoub) și BaniQasri (arabizat Ain Khadra).[41]
- În 1973, în provincia Al-Hasaka, autoritățile siriene au confiscat o zonă cu terenuri agricole fertile deținute și cultivate de zeci de mii de kurzi și au împroprietărit cu ea familii arabe aduse din provinciile Alep și Ar-Raqqa. Biroul Național de Conducere al Partidului Baas aflat la conducere a emis ordine privind înființarea a 41 de așezări arabe în regiune, cu scopul de a schimba compoziția demografică a acesteia prin expulzarea sau dislocarea locuitorilor de origine kurdă. În 2007, autoritățile siriene Asociația Agricolă Malikiya, provincia Al-Hasaka, au semnat contracte de împroprietărire în Malikiya a 150 de familii arabe din regiunea Shaddadi, în suprafață de circa șase mii de kilometri pătrați. În același timp, au alungat zeci de mii de kurzi din acele sate, forțându-i să se mute în alte zone dinăuntrul sau dinafara Siriei în căutarea unui trai decent.[40][41]
- În 1986, guvernatorul din Al-Hasaka a emis un decret care interzicea folosirea limbii kurde la locul de muncă. În 1989, guvernatorul Mohammed Mustafa Miro a emis un nou decret care-l reconfirma pe primul, adăugând și interdicția de a asculta sau cânta muzică ne-arabă la nunți sau sărbători.[40][41]

### Revoluția din Rojava

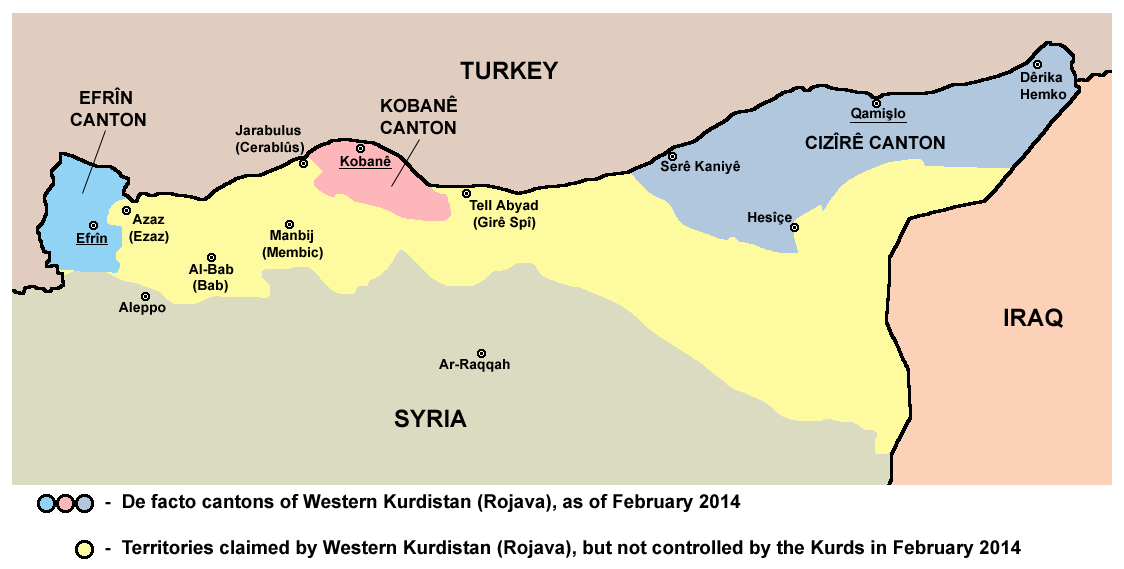
Rojava, 2014

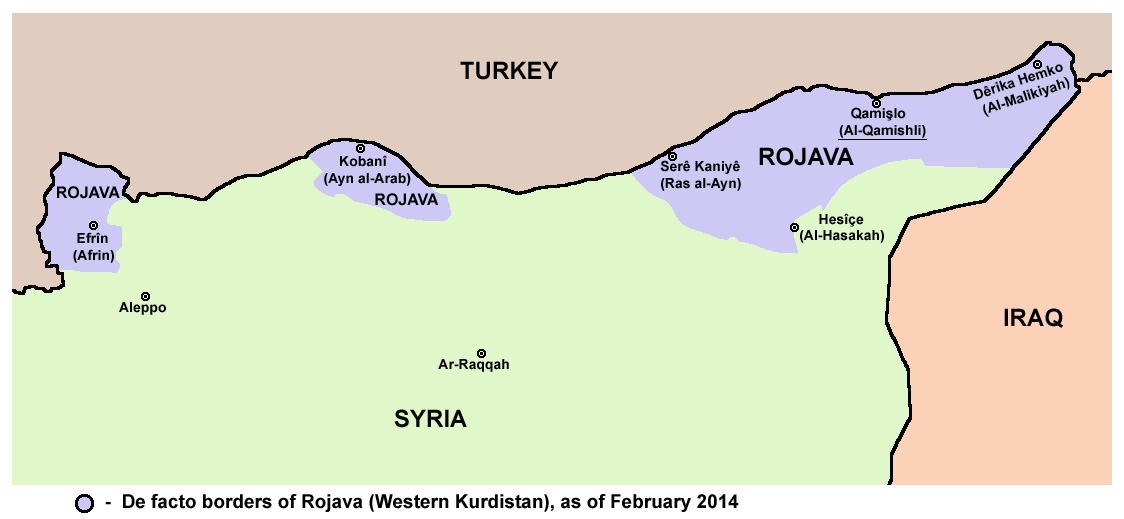
Rojava, 2014

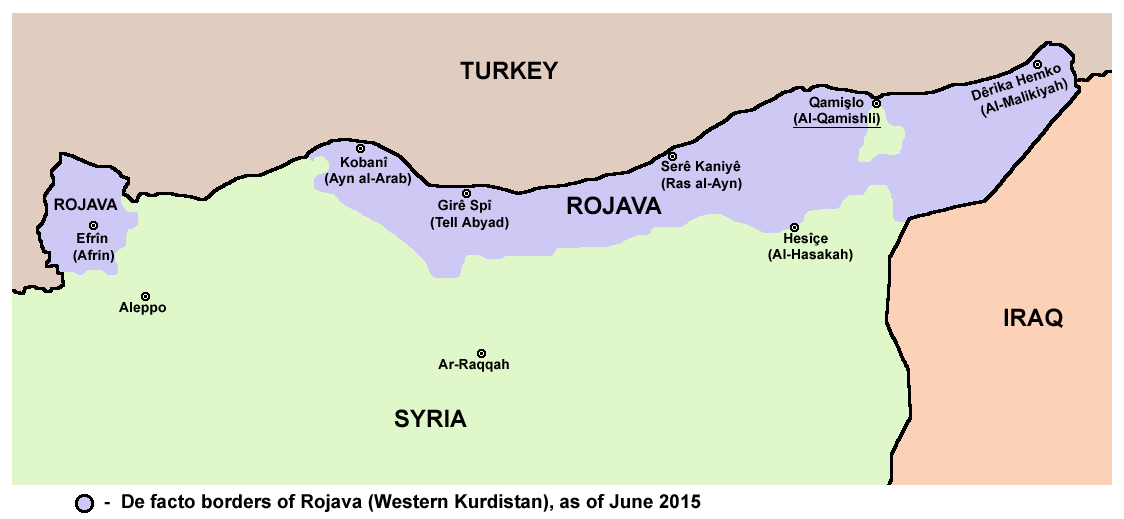
Rojava, 2015

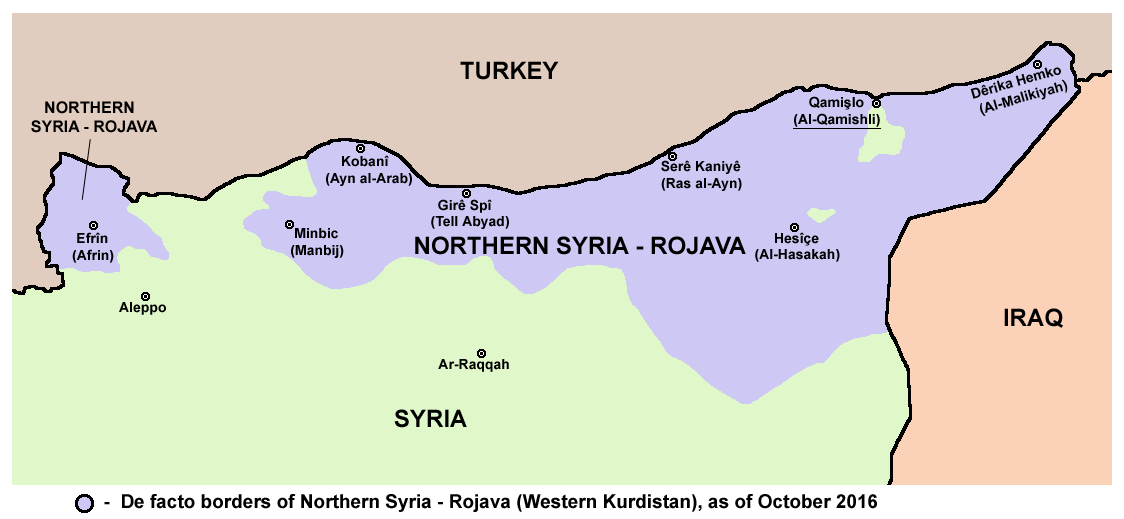
Rojava, 2016

În timpul Războiului Civil Sirian, forțele guvernamentale siriene s-au retras din trei enclave kurde, predând controlul acestora, în 2012, milițiilor locale. Din cauza războiului, Comitetul Suprem Kurd a înființat Unitățile de Apărare a Poporului (YPG) pentru a proteja zonele locuite de kurzi din Siria. În iulie 2012, YPG au preluat controlul orașelor Kobanî, Amuda și Afrin. Principalele două grupuri kurde, Consiliul Național Kurd (KNC) și Partidul Uniunea Democratică (PYD), au format ulterior un consiliu comun de conducere pentru a administra orașele. La sfârșitul aceleiași luni, orașele Al-Malikiya (Dêrika Hemko), Ras al-Aïn (Serê Kaniyê), Al-Darbasiya (Dirbêsî) și Al-Maabada (Girkê Legê) au intrat sub controlul Unităților de Apărare a Poporului.
Singurele orașe importante cu majoritate kurdă rămase sub control guvernamental au fost Al-Hasaka și Qamishli, deși cartiere din acestea au intrat apoi curând sub controlul YPG.
În iulie 2013, Statul Islamic în Irak și Levant (SIIL) a început să evacueze forțat civilii kurzi din guvernoratul Ar-Raqqa. După ordinul ca toți kurzii să părăsească orașul Tell Abyad, altfel urmând să fie uciși, mii de civili, incluzând familii turkmene și arabe, au fugit din zonă pe 21 iulie. Jihadiștii Statului Islamic au prădat și distrus proprietățile kurzilor și, în unele cazuri, au colonizat familii sunite arabe din zonele Qalamoun (Rif Damascus), Deir ez-Zor și Ar-Raqqa în casele abandonate de kurzi. Un scenariu similar a fost înregistrat în Tel Arab și Tal Hassel, în iulie 2013. Pe măsură ce SIIL și-a consolidat autoritatea în Ar-Raqqa, civilii kurzi au fost expulzați forțat din Tel Ahader și Kobanî, în martie 2014, respectiv în septembrie.